# Condado de Dunklin
El condado de Dunklin (en inglés: Dunklin County), fundado en 1845, es uno de 114 condados del estado estadounidense de Misuri. En el año 2008, el condado tenía una población de 31,454 habitantes y una densidad poblacional de 10 personas por km². La sede del condado es Kennett. El condado recibe su nombre en honor al Gobernador de Misuri Daniel Dunklin.

## Geografía
Según la Oficina del Censo, el condado tiene un área total de 1417 km² (547,1 mi²), de la cual 1414 km² (545,9 mi²) es tierra y 3 km² (1,2 mi²) (0.27%) es agua.

### Condados adyacentes
- Condado de Stoddard (norte)
- Condado de Nueva Madrid (noreste)
- Condado de Pemiscot (este)
- Condado de Misisipi, Arkansas (sureste)
- Condado de Craighead (sur)
- Condado de Greene, Arkansas (suroeste)
- Condado de Clay, Arkansas (oeste)
- Condado de Butler (noroeste)

## Demografía
Según la Oficina del Censo en 2000, los ingresos medios por hogar en el condado eran de $30,927, y los ingresos medios por familia eran $38,439. Los hombres tenían unos ingresos medios de $27,288 frente a los $18,142 para las mujeres. La renta per cápita para el condado era de $16,737. Alrededor del 24.50% de la población estaban por debajo del umbral de pobreza.

## Transporte

### Carreteras principales
- U.S. Route 62
- U.S. Route 412
- Ruta de Misuri 25
- Ruta de Misuri 53
- Ruta de Misuri 84
- Ruta de Misuri 153
- Ruta de Misuri 164

## Localidades
| - Arbyrd - Campbell - Cardwell | - Clarkton - Gibson - Gobler | - Holcomb - Hollywood - Hornersville | - Kennett - Malden - Rives | - Senath - White Oak |

### Municipios
- Municipio de Buffalo
- Municipio de Clay
- Municipio de Cotton Hill
- Municipio de Freeborn
- Municipio de Holcomb
- Municipio de Independence
- Municipio de Salem
- Municipio de Union